# Mandy (film 2018)
Mandy è un film del 2018 co-scritto e diretto da Panos Cosmatos.
Presentato al Sundance Film Festival 2018, il film è un revenge movie horror interpretato da Nicolas Cage e Andrea Riseborough.

## Trama
1983: in una zona boscosa del deserto del Mojave, il taglialegna Red Miller conduce una vita tranquilla e solitaria con la sua ragazza, l'artista Mandy Bloom. E' implicito che entrambi abbiano alle spalle un passato difficile: Red sembra essere un ex veterano e un alcolizzato in via di recupero, mentre Mandy ha avuto un'infanzia traumatica.
Un giorno, mentre Mandy va al lavoro, incrocia un furgone che trasporta i Figli della Nuova Alba, un culto religioso deviante guidato dall'egocentrico Jeremiah Sand. Sand resta colpito dalla bellezza della donna e ordina a uno dei suoi discepoli, fratello Swan, di rapirla con l'aiuto dei Black Skulls, una banda di motociclisti demoniaci che si nutrono di carne umana e dipendenti da una potente forma liquida di LSD.
Quella notte, Swan evoca i Black Skulls e offre loro un membro di basso rango della sua setta come sacrificio. Il gruppo fa poi irruzione nella casa della coppia e sottomette Mandy e Red. Madre Marlene e Suor Lucia, due membri della setta, drogano Mandy e la portano al cospetto di Sand, il quale cerca di sedurla con un folk di sua composizione dicendole che Dio gli ha concesso il permesso di prendere tutto quello che vuole. Mandy lo deride e Sand, per vendicarsi, pugnala Red, dopodiché brucia viva la donna davanti a lui, andandosene quando rimane solo cenere. Miller, scioccato per l'accaduto, piange la morte della compagna.
Il giorno dopo, Red si procura una balestra e informazioni sui Black Skulls  dal suo amico Caruthers con l'intenzione di vendicarsi, nonostante Caruthers lo avverta delle sue scarse possibilità di successo. Miller cerca di dare la caccia ai motociclisti, viene catturato e portato nel loro nascondiglio, dopodiché si libera e uccide i Black Skulls in un violento scontro. Successivamente, consuma parte della droga trovata sul posto e subisce gravi allucinazioni.
Alla ricerca di una torre radio che ha allucinato, Red incontra il Chimico, un misterioso produttore di farmaci, il quale gli dice dove trovare i Figli della Nuova Alba. Miller li raggiunge nella loro chiesa improvvisata in una cava, dove uccide quasi tutti i membri del culto. Sand, rimasto l'unico sopravvissuto, implora pietà, ma Red uccide anche lui e dà fuoco al suo corpo prima di andarsene. L'uomo si dirige verso una destinazione sconosciuta, allucinando Mandy sull'auto insieme a lui e un paesaggio ultraterreno.

## Produzione
Il 7 giugno 2017 Nicolas Cage è entrato a far parte del cast. Le riprese si sono svolte in Belgio nell'estate del 2017.

### Colonna sonora
La colonna sonora del film è stata una delle ultime composte dal compositore islandese Jóhann Jóhannsson, deceduto nel febbraio del 2018.

## Distribuzione
Il film è stato presentato in anteprima al Sundance Film Festival 2018 il 19 gennaio. È stato presentato inoltre il 12 maggio 2018 nella sezione Quinzaine des Réalisateurs del 71º Festival di Cannes.
È stato distribuito nelle sale cinematografiche statunitensi da RLJE Films a partire dal 14 settembre 2018.
In Italia la pellicola uscì direttamente in dvd e Blu-ray il 14 febbraio 2019.

## Accoglienza
Mandy è stato il film meglio recensito dell'edizione del 2018 del Sundance Festival; il sito aggregatore di recensioni Rotten Tomatoes registra infatti una percentuale di gradimento del 97%, basata su 30 recensioni della critica specializzata, per una media pari a 8.1 su 10. Su Metacritic, il film ha un punteggio di 83 su 100, basato sulle recensioni di 10 critici. Diversi critici hanno lodato in particolar modo l'interpretazione di Nicolas Cage, giudicata come una delle migliori della sua carriera.